# Chitra indica
Chitra indica је гмизавац из реда Testudines и фамилије Trionychidae.

## Угроженост
Ова врста се сматра угроженом.

## Распрострањење
Ареал врсте покрива средњи број држава. 
Врста је присутна у Индији, Бангладешу, Бурми, Пакистану, Малезији и Непалу.

## Станиште
Станишта врсте су речни екосистеми и слатководна подручја.